# 朱厚燆
衡莊王朱厚燆（1502年—1572年），是恭王朱祐楎庶第一子，明朝第二次封第二代衡王。朱厚燆於嘉靖元年（1522年）受封江華王，嘉靖十年（1531年）改封衡世子，後在嘉靖十九年（1540年）襲封衡王。他在位三十二年，在隆慶六年（1572年）過世，諡號莊，三年後由其子朱載圭嗣位。

## 斲琴
明代的皇室常監制或自行斲製古琴，朱厚燆与寧獻王朱權、益端王朱祐檳，潞閔王朱常淓，衡恭王朱祐楎合稱「四王琴」。